# Hilde Vanhove
Hilde Vanhove (Genk, 3 juni 1964) is een Belgische jazzzangeres.
Ze treedt op in kleine en grote bezettingen, van duo’s en trio’s tot bigbands. Daarnaast werkt ze ook als arrangeur, tekstschrijfster, componist en zanglerares.

## Biografie
Hilde Vanhove begon haar muziekstudies op elfjarige leeftijd aan de stedelijke academie van Genk, waar haar opleiding klassieke piano werd bekroond met een regeringsmedaille. In 1997 finaliseerde ze haar studie jazz zang aan het Conservatorium Maastricht.
In 1999 werd Vanhove in de jazzpoll van Radio 3 (nu Klara) verkozen tot beste Belgische jazzvocaliste.
Hilde Vanhove deelde het podium met jazz artiesten zoals Reggie Johnson, Jef Neve, Peter Hertmans, Bruno Castellucci, Gianni Basso, Sal La Rocca, Michel Herr, Lindsey Horner, John Engels, Pascal Michaux, Hein van de Geyn en Billy Hart.
Ze was te horen in jazzclubs, zoals Music Village, Hopper, le Caveau du Max, Sheraton Brussels Airport, L'Inoui in Luxemburg, Blue Bird in Italië en jazz festivals, zoals Jazz à Liège, Frameries Jazzfestival, Audi Jazz, Lust auf Jazz Aachen en Breda Jazz Festival.
Sinds 2001 maakt ze deel uit van het Duits-Belgische jazztrio "Sounds and Grooves", met Michael Kotzian (piano), Hilde Vanhove (zang) en Stefan Werni (contrabas). Het repertoire bestaat vooral uit swingende jazz en latin. In 2015 nam “Sounds and Grooves” de cd “Two Concerts” op.
Voor de opname van haar album Insense (2003) stelde ze een internationaal gerenommeerd ensemble samen met pianist Michel Herr, Hein van de Geyn (contrabas), Billy Hart (drums) en trompettist Bert Joris.

In november 2015 zong ze een galaconcert voor de Nationale Servische TV in Novi Sad met het Aleksandar Dujin Orkestra.
De volgende CD Imagine (2016), opgenomen met het Johan Clement Trio, werd gunstig onthaald bij de gespecialiseerde pers.

## Discografie
- Hilde Vanhove Trio, Celeste (1997)
- Hilde Vanhove & Al Defino, You stepped out of a dream (1997)
- The East-West String Connection, Gandharva (1998)
- Hilde Vanhove, Insense met Michel Herr (B), Hein Van de Geyn (NL), Billy Hart (VS) en Bert Joris (B) (2003)
- Venja, Mode Zen (2013)
- Sounds and Grooves, Two Concerts (2015)
- Hilde Vanhove, Imagine met Johan Clement, Bart De Nolf & Luc Vanden Bosch (2016)
- Venja Featuring Hilde Vanhove, Dream Machine (2019)